# أوليفر هايل
أوليفر هايل (بالألمانية: Oliver Heil)‏ هو لاعب كرة قدم ألماني في مركز الهجوم، ولد في 19 يونيو 1988 في دارمشتات في ألمانيا. لعب مع دارمشتات 98 وفالدهوف مانهايم وماينتس 05.

## وصلات خارجية
- أوليفر هايل على موقع قاعدة بيانات كرة القدم.إي يو (الإنجليزية)
- أوليفر هايل على موقع بيانات كرة القدم. دي إي (الألمانية)